# Conophyma mistshenkoi
Conophyma mistshenkoi är en insektsart som beskrevs av Protsenko 1951. Conophyma mistshenkoi ingår i släktet Conophyma och familjen Dericorythidae. Inga underarter finns listade i Catalogue of Life.